# Natolin
Natolin là một công viên lịch sử và khu bảo tồn thiên nhiên (1.2   km²) ở rìa phía nam của Warsaw, Ba Lan. "Natolin" cũng là tên của một khu phố nằm ở phía tây của công viên - một phần của quận Ursynów ở cực nam Warsaw. Từ năm 1993, Natolin đã trở thành một trong hai cơ sở của Học viện châu Âu (College of Europe, Natolin).

## Lịch sử

### Công viên và cung điện
Lịch sử của Natolin bắt đầu vào cuối thế kỷ 17, khi Quốc vương Ba Lan John III Sobieski bắt đầu xây dựng một khu vườn bách thú hoàng gia ở làng Natolin. Đó là một phần của dinh thự hoàng gia Wilanów của ông và cũng là một nhà nghỉ săn bắn. Đầu những năm 1730, người kế vị của ông, Vua
August II của Ba Lan, đã cải tổ khu vườn thành một khu vực nghỉ dưỡng và săn bắn. Do đó, nơi được gọi là Bażantarnia - Gà lôi. Với thời gian, các căn cứ hoàng gia trước đây đã được truyền cho gia tộc Czartoryski hùng mạnh. Năm 1780, Hoàng tử August Czartoryski xây dựng tại khu nghỉ dưỡng mùa hè mới của mình. Nằm trong khu rừng rậm rạp trên vách núi Vistula, cung điện cổ điển mới được thiết kế bởi kiến trúc sư đương đại nổi tiếng Szymon Bogumił Zug trong khi thiết kế bên trong được chuẩn bị bởi Vincenzo Brenna. Cung điện có một thẩm mỹ viện, với tầm nhìn ra khu rừng bên dưới vách núi.

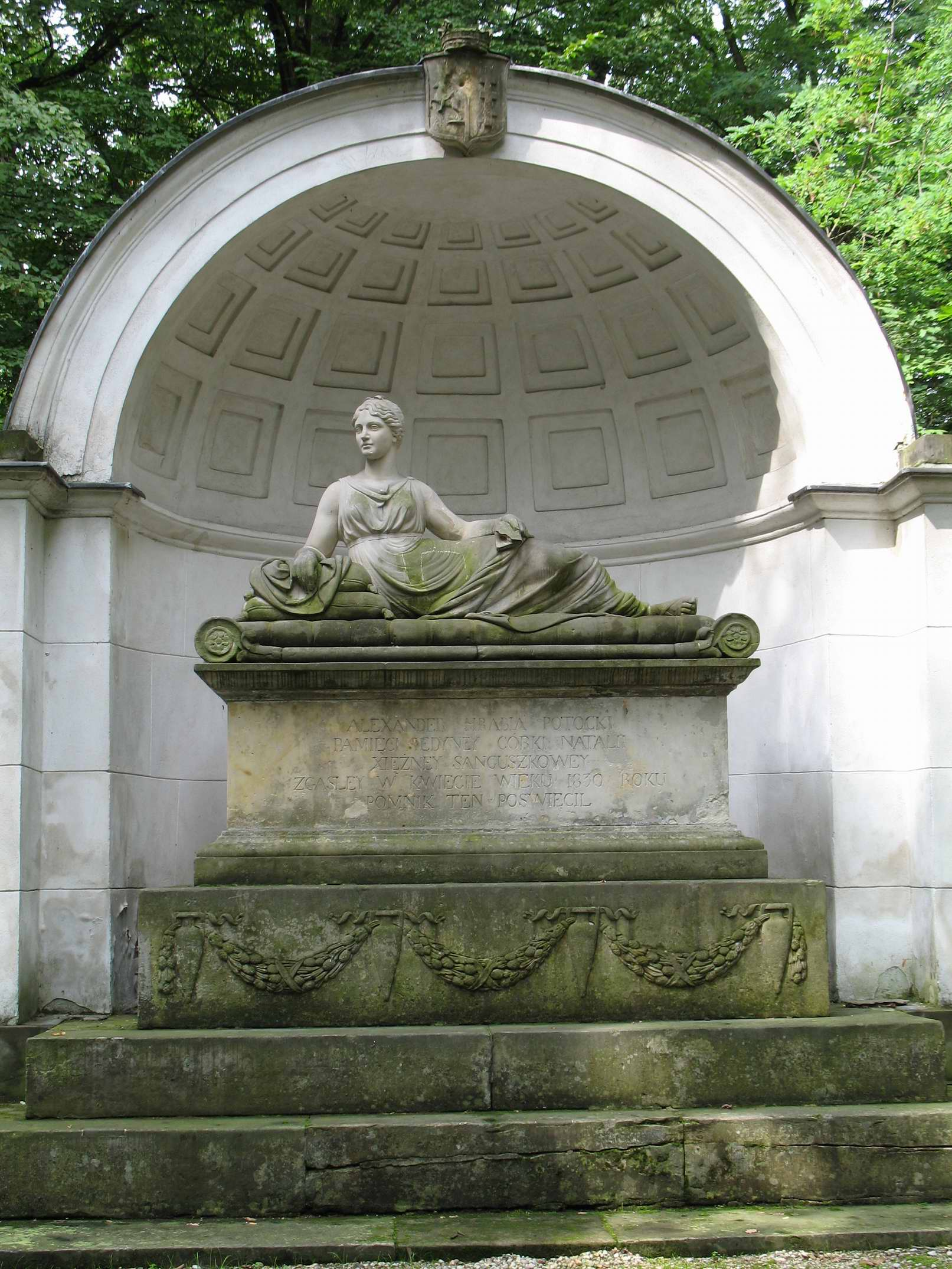
Sarcophagus và tượng đài Natalia Sanguszkowa, nhũ danh Potocka.

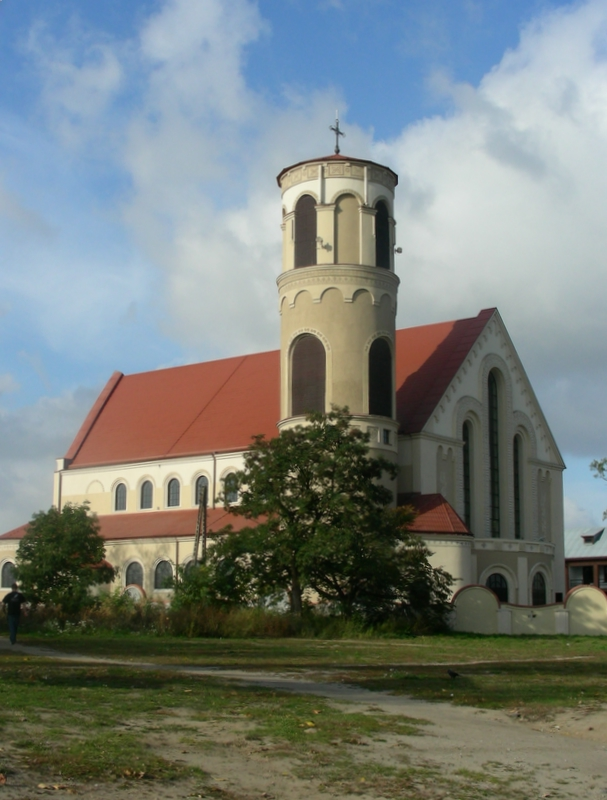
Nhà thờ, Natolin.

### Lịch sử hiện đại
Cho đến những năm 1980, Natolin và khu vực lân cận Wolica, là một ngôi làng nhỏ nằm ngay bên ngoài thành phố, với vô số vườn cây. Sau đó, nó được đô thị hóa với các khối căn hộ lớn. Ngày nay, Natolin là một phần hiện đại của Warsaw với nhiều cửa hàng, nhà hàng và nhà ở. Ngoài ra còn có một ga tàu điện ngầm cùng tên nằm ở giữa quận.